# 左旋米那普倫
左旋米那普倫（商品名：Fetzima），是一种抗抑郁药，2013年美国批准該藥用于治疗成人重度抑郁症。這種藥是米那普仑的左旋对映异构体，和米那普仑具有相似的作用和药理，可作5-羟色胺-去甲肾上腺素再摄取抑制剂（SNRI）。

## 医疗用途

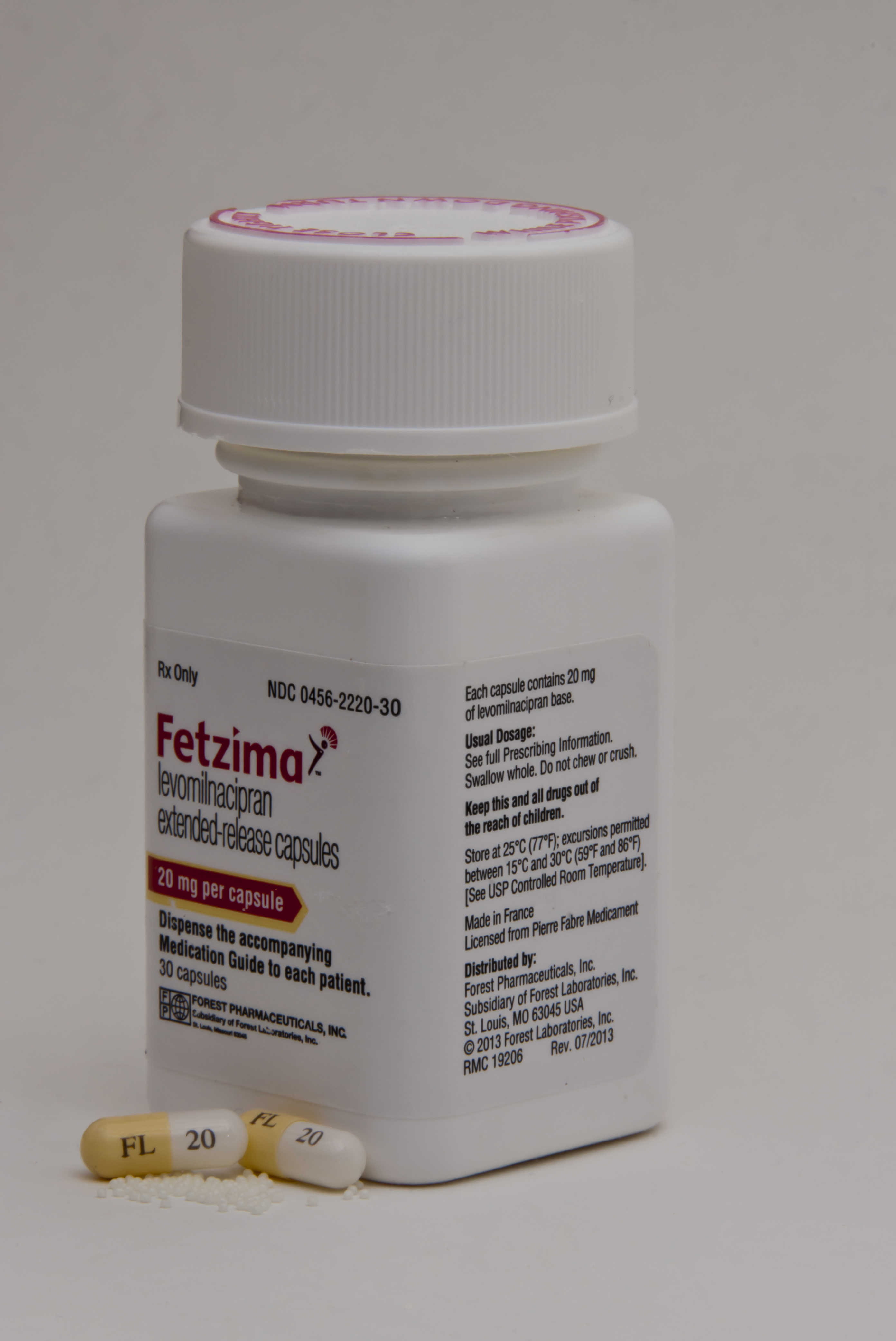
一瓶Fetzima

### 抑鬱症
根据一项为期10周的2期和四项爲期8周3期临床试验結果，美國食品藥品監督管理局批准使用左旋米那普仑治疗重度抑郁症。

## 副作用
在临床试验中，左旋米那普仑比安慰劑更常出現這些副作用：恶心、头晕、出汗、便秘、失眠、心率和血压升高、尿瀦留、勃起功能障碍和男性射精延迟、呕吐、心跳过速和心悸。
這種藥物對因為勃起功能障礙而導致抑鬱症的患者是把雙面刃。

## 药理

### 藥物效應動力學
左旋米那普仑和米那普仑相比其他SNRI的不同之处在于它们是更平衡的血清素和去甲肾上腺素再摄取抑制剂。SNRI的血清素對去甲肾上腺素比率如下：文拉法辛=30:1，度洛西汀=10:1，去甲文拉法辛=14:1，米那普仑=1.6:1，左旋米那普仑=0.5:1。暫時尚不清楚上述比例更平衡的临床意义，但可能可提高疗效，也可能会增加副作用。
左旋米那普仑可作β位点淀粉样前体蛋白裂解酶 1（BACE-1）的抑制剂，BACE-1负责β-淀粉样蛋白斑块的形成，是治疗阿茲海默症的潜在药物。

### 藥物代謝動力學
左旋米那普仑的口服生物利用度為92%，血浆蛋白结合率為22%。肝臟中的细胞色素P450酶CYP3A4負責代謝此物質，令药物易受葡萄柚-药物相互作用影响。该药物的生物半衰期约为12小时，可每日服藥一次。左旋米那普仑随尿液排出。

## 历史
森林實驗室和Pierre Fabre Group开发此藥，2013年7月取得美国食品药品监督管理局批准使用。